# Seizō Yasunori
Seizō Yasunori (安則 盛三, Yasunori Seizō) (mort le 11 mai 1945) est un pilote de la marine impériale japonaise qui effectua une attaque kamikaze durant la bataille d'Okinawa.

## Biographie
Yasunori rejoint la marine impériale japonaise alors qu'il est étudiant. Le 11 mai 1945, il reçoit l'ordre d'effectuer une attaque kamikaze durant la bataille d'Okinawa à la fin de la Seconde Guerre mondiale. Les pilotes kamikazes sont généralement âgés de 18 à 20 ans, faiblement entraînés, et mis aux commandes d'épaves volantes. En tant que chef du 7e corps kamikaze, il mène un groupe de quatre jeunes pilotes pendant une attaque sur des navires américains. Il dirige une escadrille de six avions partant de la base aérienne de Kanoya entre 6h40 et 6h53 du matin le 11 mai 1945. Le sous-lieutenant Seizō Yasunori lance sa bombe de 250 kg puis écrase son A6M Zero sur l'arrière du pont d'envol du USS Bunker Hill moins d'une minute avant son compagnon d'armes, l'enseigne de vaisseau Kiyoshi Ogawa. Lui et ses hommes tuent 393 Américains, ce qui en fait la plus dévastatrice attaque suicide de la guerre du Pacifique, et en blessent 264 autres. 352 des morts furent immergés en mer le lendemain. Sa bombe a déchiré le côté bâbord du navire et son avion s'est écrasé sur le pont d'envol. L'explosion qui s'ensuit détruit de nombreux avions américains stationnés sur le pont. Son coéquipier, Kiyoshi Ogawa, écrase son avion quelques secondes plus tard. Un troisième avion s'écrase dans la mer sans toucher le navire. Le destin des trois autres avions de l'escadrille est inconnu.